# Comté de Tipperary
Le comté de Tipperary (en anglais : County Tipperary, en irlandais : Contae Thiobraid Árann) est une circonscription administrative de la république d’Irlande située dans la province du Munster. Sa superficie est de 4 303 km2. Sa population en 2022 est de 167 895 habitants. 
Le comté est célèbre pour ses pur-sang (Coolmore Stud est le plus grand élevage de pur-sang du monde), ses terres agricoles fertiles et son équipe de hurling.
De 1898 à 2014, le comté était divisé en deux entités séparées : le Nord-Tipperary avec comme capitale Nenagh et le Sud-Tipperary avec comme capitale Clonmel. Cette division date de 1898, mais ces deux subdivisions avaient des cours d’assises séparées depuis beaucoup plus longtemps. Depuis 2014, le comté de Tipperary est réunifié.

## Géographie

### Principales villes du comté
- Cahir - An Chathair
- Carrick-on-Suir - Carraig na Siúire
- Cashel - Caiseal
- Clonmel - Cluain Meala
- Cloughjordan - Cloch Shuirdain
- Fethard - Fiodh Ard
- Kilkieran - Cill Chiaráin
- Nenagh - An tAonach
- Roscrea - Ros Cré
- Templemore - An Teampall Mór
- Thurles - Durlas
- Tipperary - Tiobraid Árann

### Comtés limitrophes

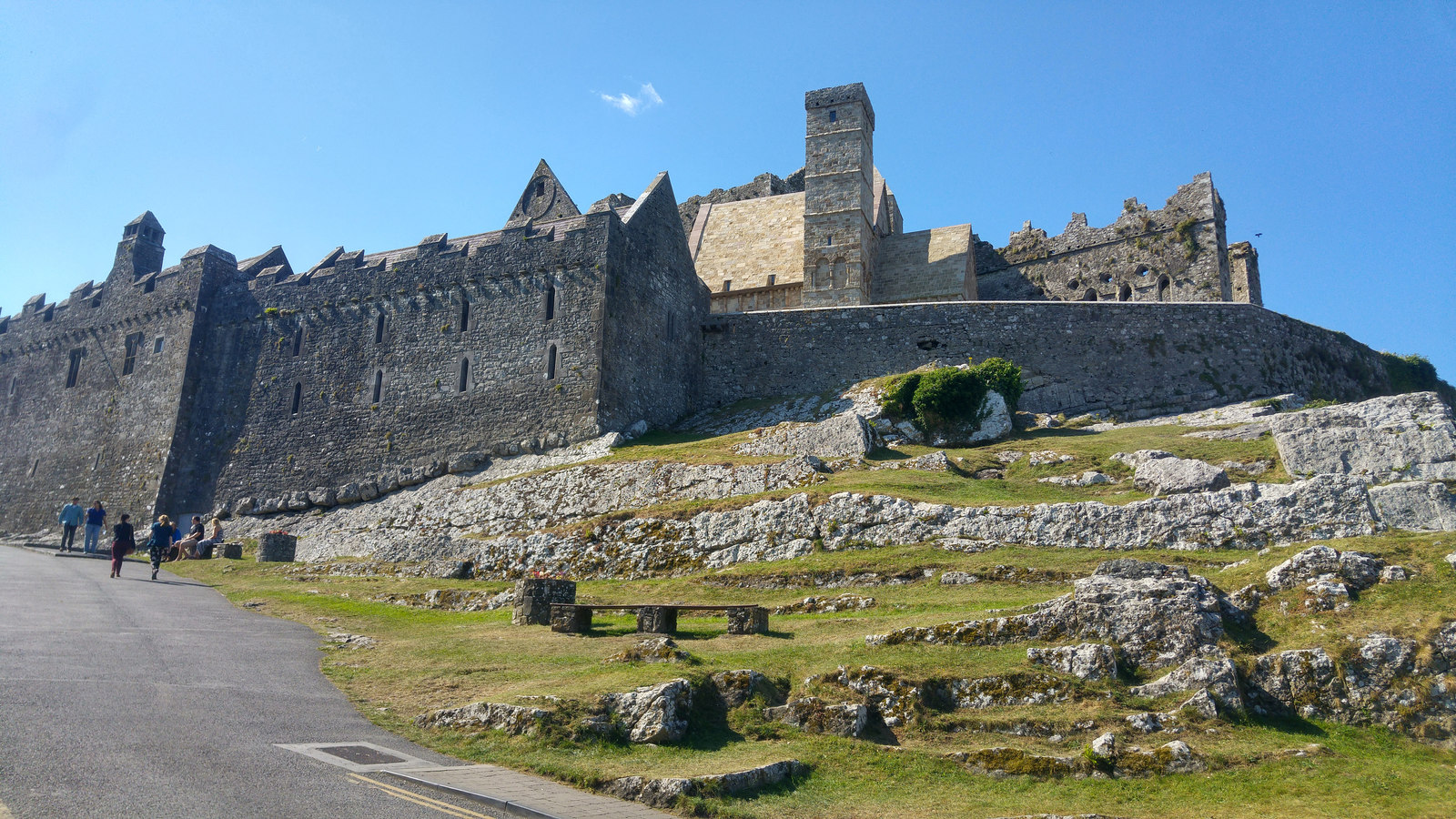
Rock of Cashel.

| Clare          | Galway Offaly      | Laois          |
| Clare Limerick | comté de Tipperary | Laois Kilkenny |
| Cork           | Waterford          | Waterford      |

## Centres d’intérêt
- Château de Cahir
- Glen of Aherlow
- Holy Cross Abbey
- Ormond Castle
- Redwood Castle (Castle Egan)
- Rock of Cashel
- Dromoland Castle
- Projet d'écoquartier à Cloughjordan visant une consommation de 70 kWh/m2/an (30 % de moins que la norme 2006 d'Irlande). Le réseau de chaleur et la viabilisation étaient installés en mai 2008. Deux chaudières de 500 kW à biomasse (total d'un en été, record pour l'Irlande en 2008). Les propriétaires fonciers et les futurs membres du village présentent leurs plans qui sont ensuite examinés en termes de conformité avec la charte Eco-Village. Ils bénéficient de l'aide d'un conseiller en efficacité énergétique.

## Transport du comté
- Gare de Carrick-on-Suir
- Gare de Limerick Junction

## Personnalité liée au comté
- Tom Kiely (1869-1951), vainqueur du décathlon (non normalisé) aux JO de 1904.
- Rachael Blackmore, né en 1989, jockey.
- Shane MacGowan, chanteur compositeur des Pogues, y vit six années, peu après sa naissance dans le Kent.